# Matthias Gotthilf Löschin
Gotthilf Löschin, eigentlich Matthias Gotthilf Löschin, (* 24. Februar 1790 in Danzig; † 31. Januar 1868 in Danzig) war ein deutscher Lehrer und Historiker.

## Leben
Dr. phil. Löschin arbeitete als Direktor an der St.-Johannis-Schule in Danzig.
Löschin wurde 1865 zum Ehrenbürger seiner Heimatstadt Danzig ernannt.

## Schriften (Auswahl)
- Geschichte Danzigs von der ältesten bis zur neuesten Zeit – Mit beständiger Rücksicht auf Cultur der Sitten, Wissenschaften, Künste, Gewerbe und Handelszweige – Erster und zweiter Theil, zum zweiten Mal bearbeitet. F. W. Ewert, Danzig 1822–1823, 1828
  - Band 1, 2. Auflage, Danzig 1928 (Digitalisat)
  - Band 2, 2. Auflage, Danzig 1828 (Digitalisat)
- Danzig und seine Umgebungen. F. W. Ewert, Danzig 1828, 3. Auflage, Anhuth, Danzig  1853 (Digitalisat).
- Die Xenien aus Schiller’s Musenalmanach für das Jahr 1797. Geschichte, Abdruck und Erläuterung derselben. Ein Supplement zu den Taschenausgaben der Werke Göthe’s und Schiller’s. F. W. Ewert, Danzig 1833 (anonym veröffentlicht)
- Beiträge zur Geschichte Danzigs und seiner Umgebungen. 3 Bände, Danzig 1837, Neudruck Hannover 1977 Heft 2
- Dr. Johann Wilhelm Linde, Danzig 1840 PBC
- Geschichte der Danziger Buchdruckereien, Danzig 1840
- Mittheilungen aus der Bildungsgeschichte Goethe’s und Schiller’s zur Beantwortung der Frage: Haus oder Schule? oder Haus und Schule? Bertling, Danzig 1859
- Die Bürgermeister, Rathsherren und Schöppen des Danziger Freistaates und die Patricierfamilien Patrizierfamilien, denen sie angehörten. In wohlgeneigt vergönnten Ruhetagen zunächst als herzlichste Dankerweisung für dieselben chronologisch und genealogisch zusammengestellt. Danzig 1868.  (Nachdruck im Selbstverlag des Vereins für Familienforschung in Ost- und Westpreussen e. V. in Hamburg, 1974 ISBN 3-922953-29-8) PBC (PDF)